# Upplands runinskrifter Fv2012;60
Upplands runinskrifter Fv2012;60 är ett försvunnet vikingatida runstensfragment som funnits i Vaksala kyrka, Vaksala socken och Uppsala kommun. I "Upplands Fornminnesförenings Tidskrift" från 1876 beskrivs fragmentet. Där står att det förvaras löst i kyrkans tornrum. Uppgiftslämnare var C.M. Bolm som också avbildat stenen. Avbildningen visar att stenen varit rombformad och haft runor i en rak runslinga. Möjligen kan detta runstensfragment utgöra en del av U 962.

## Inskriften
Translitterering av runraden:
[...-r · kerþ(i) ...]
Normalisering till runsvenska:
... gærði ...
Översättning till nusvenska:
... gjorde ...